# Batalla de Curicta
La batalla de Curicta fue un enfrentamiento militar librado en el contexto de la segunda guerra civil de la República romana en el 49 a. C..

## Historia
Después de ocupar la península itálica, Cayo Julio César decidió trasladarse a Hispania mientras que envió a su lugarteniente, Cayo Antonio, a defender la provincia de Iliria, de la que era procónsul (gobernador). Marchó con unas 15 cohortes pero durante el camino fue acosado constantemente por las tribus locales y la flota pompeyana. La flota cesariana no pudo protegerlo, porque los almirantes enemigos Marco Octavio y Lucio Escribonio Libón se hicieron con el mar Adriático, expulsando a las naves cesarianas fuera de las costas de Dalmacia, y capturando a 40 de estas con su comandante, Publio Cornelio Dolabela, en algún punto frente a las playas ilirias.
Después empezaron a asediar a Antonio, que estaba en la isla de Curicta. Se sabe que se intentó establecer comunicaciones con la ciudad de Opitergium a través de tres balsas en las que un contingente de 1.000 auxiliares galos fue embarcado. Dos lograron llegar a destino y otra fue interceptada; los celtas a bordo se suicidaron antes de rendirse. Las fuentes antiguas no se ponen de acuerdo si estos intentaban huir de la isla o fueron enviados desde la ciudad como refuerzos.
Finalmente, agotados por el hambre, Antonio y sus soldados se rindieron. Como señala Suetonio, César no sufrió ningún desastre durante toda la guerra civil excepto los de sus subordinados: Antonio y Dolabela en Iliria, Curión en África y Calvino en Asia.

### Antiguas
- Dion Casio. Historia romana. Libro 41. Digitalizado por UChicago. Basado en traducción latín-inglés por Earnest Cary, Harvard University Press, volumen IV de colección de Loeb Classical Library, 1916.
- Floro. Epitome. Libro 2. Digitalizado por UChicago. Basado en traducción latín-inglés por E. S. Foster, 1929, Loeb Classical Library.
- Suetonio. La vida de Julio César. Digitalizado por UChicago. Basado en traducción latín-inglés por J. C. Rolfe, volumen I de colección de Loeb Classical Library, 1913.

### Modernas
- Sheppard, Si (2009). César contra Pompeyo. Farsalia. Traducción inglés-español de Eloy Carbó Ros. Barcelona: Osprey Publishing. ISBN 978-84-473-6379-7.

- Datos: Q107304813